# Nella città perduta di Sarzana
Nella città perduta di Sarzana è un film del 1980 diretto da Luigi Faccini.
Il film racconta i fatti di Sarzana, ovvero la resistenza armata di cittadini sarzanesi, Arditi del Popolo e Reali Carabinieri contro una colonna di circa 500 squadristi fascisti toscani e liguri decisi a liberare dalla prigione locale il ras carrarino Renato Ricci. Gli avvenimenti vengono rappresentati attraverso il racconto dell'ispettore generale di Pubblica Sicurezza Vincenzo Trani. Prodotto da Rai e andato in onda su Rete 2, la colonna sonora è firmata da Gianni Nocenzi e Vittorio Nocenzi.

## Trama
Tramite flashback si rievoca quanto accaduto a Sarzana nel mese di luglio 1921 attraverso la dettatura del suo rapporto da parte del Prefetto Vincenzo Trani, incaricato dall'allora Presidente del Consiglio Ivanoe Bonomi di riportare la pace nella cittadina.
Tutto inizia con un intervento dei carabinieri, comandati dal giovane tenente Vinci Giovan Battista Nicodemi, nei confronti di un'automobile e due camion con a bordo dei fascisti che avevano appena ucciso senza motivo alcune persone a Tendola in Lunigiana durante una festa di paese. Tra i fascisti si trova anche il ras di Carrara, Renato Ricci, che viene schiaffeggiato dal tenente Nicodemi. I fascisti tentano la fuga attraverso i campi ma vengono catturati e imprigionati. Nel frattempo entra in scena anche il capitano dei carabinieri Guido Jurgens, che ha il compito di proteggere Sarzana in quanto all'interno della città si erano armati sia gli Arditi del Popolo sia il Comitato di difesa in previsione di una spedizione punitiva.
Il 18 luglio l'avvocato Terzi, socialista, sindaco della città, tramite un telegramma al suo partito tenta di allertare il Governo sul fatto che i fascisti stavano preparando una spedizione contro la città. Il giorno dopo, gli Arditi del Popolo fermano e imprigionano due squadristi provenienti da La Spezia, Amedeo Maiani e Augusto Bisagno, nel tentativo di ottenere maggiori informazioni. Giuliani, membro del Comitato di difesa, invita gli Arditi del Popolo a consegnare i due ostaggi ai carabinieri ma i due vengono uccisi e i loro cadaveri abbandonati.
Nella notte tra il 20 e il 21 luglio un numeroso gruppo di fascisti arriva alla stazione di Sarzana, seguendo al buio la linea ferroviaria ma al loro arrivo si trovano di fronte il capitano Guido Jurgens, schierato coi suoi carabinieri. I due gruppi si fronteggiano e uno dei fascisti, Amerigo Dumini, futuro assassino di Giacomo Matteotti, affronta Jurgens. Quando i fascisti iniziano a sparare la situazione precipita e tredici di loro restano uccisi.
Nel frattempo il prefetto Trani viene sostituito dal viceprefetto di Genova, Rossi, che ha ricevuto direttamente da Roma l'incarico segreto di normalizzare la situazione di Sarzana. Dopo gli scontri, i corpi dei fascisti vengono deposti nelle bare e caricati sul treno con l'onore delle armi mentre ai carabinieri viene dato l'ordine di disarmare gli Arditi del Popolo e il Comitato di Difesa.
Il film si chiude con il prefetto Trani che, terminato il suo rapporto, si dirige in macchina verso Roma, seguito da una serie d'immagini di repertorio della conquista del potere da parte dei fascisti.

## Personaggi
- Capitano Jurgens, comandante della Guardia Regia di Sarzana
- Prefetto Trani, inviato da Bonomi per riportare l'ordine nella città di Sarzana
- Tenente Nicodemi, carabiniere
- Vice prefetto di Genova Rossi, filofascista
- Renato Ricci, ex-volontario alla Prima Guerra Mondiale, ras di Carrara
- Vittorio Mario Giuliani, antifascista, capo del Comitato di difesa
- Amerigo Dumini, squadrista e ras di Firenze, futuro capo della banda che rapì e uccise Giacomo Matteotti

## Distribuzione
Dopo qualche problema con la burocrazia, Faccini riesce a farlo proiettare nella sezione Controcampo alla Biennale Cinema di Venezia nel 1980, poi a Milano, a Carrara, ad Avellino, e in seguito in diverse città italiane e a Nizza e Villerupt.
La versione televisiva fu trasmessa dalla seconda rete della Rai in due parti il 22 e 29 agosto 1981.

## Riconoscimenti
- 1981 - Festival del cinema neorealistico di Avellino
  - Targa d'argento Pietro Bianchi

## Incongruenze storiche
Vi sono alcuni errori storici presenti nel racconto dei fatti di Sarzana, la cui contestualizzazione è documentabile nelle pagine del libro dello storico Cantagalli e attraverso le dichiarazioni lasciate dai protagonisti dei fatti come il tenente Nicodemi ed il capitano Jurgens all'epoca dell'accaduto:
- Nel film viene raccontato che il tenente Nicodemi schiaffeggia il fascista Renato Ricci. Il fatto già smentito all'epoca dei fatti dallo stesso Ricci[7] è stato smentito anche dal tenente in una dichiarazione del 1945[8].
- L'episodio della cattura e dell'uccisione di Maiani e Bisagno  è smentito dal libro di Cantagalli [9] che descrive l'accaduto in modo diverso. Secondo la ricostruzione del Cantagalli, i due, fuggiti da un paese vicino, vennero uccisi dagli abitanti del posto che, non conoscendoli, li ritennero responsabili della morte di un contadino trovato assassinato.
- L'arrivo della squadra di camicie nere lungo la ferrovia avvenne in modo diverso da quanto mostrato nel film. Secondo la ricostruzione di Cantagalli[10] durante la marcia notturna i fascisti spararono contro un treno di passaggio e i passeggeri del treno allertarono i carabinieri di Sarzana una volta arrivati a destinazione.
- Il film mostra l'arrivo delle camicie nere durante la notte tra il 20 e il 21 luglio, mentre secondo la ricostruzione di Cantagalli l'arrivo avvenne verso l'alba del 21 luglio.